# Lucy Berthet
Lucy Berthet (Dinant, 13 mei 1866 - Parijs, 17 april 1947), geboortenaam Lucie Bertrand, was een Belgische lyrische sopraan. Zij was gedurende de jaren 1890 werkzaam bij de Opéra national de Paris en andere operahuizen in Frankrijk.

## Biografie
Lucie Bertrand werd geboren als dochter van Cyprien Joseph Bertrand en  Marie Louise Henriette Adèle Barré, zij had 5 of 6 zusters. Als artiest hanteerde ze de naam Lucy Berthet.
Zij groeide op in Brussel. Ze had een abonnement op de Soirees van de Koninklijke Muntschouwburg in Brussel en kreeg haar eerste opleiding van de directeur Alexandre Lapissida. Zij werd ontdekt door Pedro Gailhard, de directeur van de Parijse Opera.
Berthet studeerde tot 1892 aan het Conservatoire National de Paris onder leiding van de toenmaals bekende zangleraren Edmond Duvernoy en  Alfred Giraudet. In 1892 behaalde ze aan het Conservatorium de Tweede prijs (laureaat) voor zang en de eerste prijs voor opera. Zij was gedurende de jaren 1890 actief als operazangeres bij de Opéra national de Paris en andere operahuizen in Frankrijk.
Lucy Berthet had een langdurende relatie met bankier, kunstverzamelaar en operaliefhebber Isaac De Camondo (1851 - 1911). Uit deze relatie werden twee zonen geboren die niet door Camondo werden geëcht: Jean Bertrand (1902 -1980) en Paul Bertrand (1903-1978). Op 15 april 1919 huwde zij in Parijs met de officier Louis Michel Aloïsi.

## Loopbaan
- 1892. Zij debuteerde in 1892 in Opéra Garnier van Parijs als Ophélie in Hamlet (muziek: Ambroise Thomas). Ze zong in Roméo en Juliette de rol van Juliette op uitnodiging van componist Charles Gounod.
- 1893. Op 12 mei de première van de Walkyrie (Richard Wagner - de Franse versie van Victor Wilder) als Ortlinte, en 27 december 1893 Gwendoline  (Emmanuel Chabrier) als Gwendoline.
- 1894. Faust (Charles Guinod) als Margriet, Thaïs (Jules Massenet) als Thais.
- 1895. Vanaf 8 februari in La Montagne noire van Augusta Holmès en later in Rigoletto (Giuseppe Verdi) als Gilda, en in Les Huguenots (Giacomo Meyerbeer) als Marguerite van Valois, koningin van Navarre.
- 1896. In januari werd zij onderscheiden met de "Les Palmes Acamédiques" en zong zij in Lohengrin (Richard Wagner) de rol van Elsa, en Zerlina in Don Giovanni van Mozart.
- 1897. Op 19 februari de wereldpremière in Grand Opera van de opera Messidor (libretto: Émile Zola, muziek: Alfred Bruneau) in de rol van Hélène.
- 1898. 13 april in de definitieve versie van Thaïs (Thaïs), en in Guillaume Tell, (Gioachino Rossini) als Mathilde.
- 1899. 8 mei 1899 de hoofdrol in Briseïs of Les amants de Corinthe, alleen de eerste akte door Emmanuel Chabrier (1841 - 1894).[1]
- 1904. Nadat zij haar carrière had beëindigd zong zij met groot succes nog een keer de rol van Thaïs uit de gelijknamige opera. [2]

## Afbeeldingen

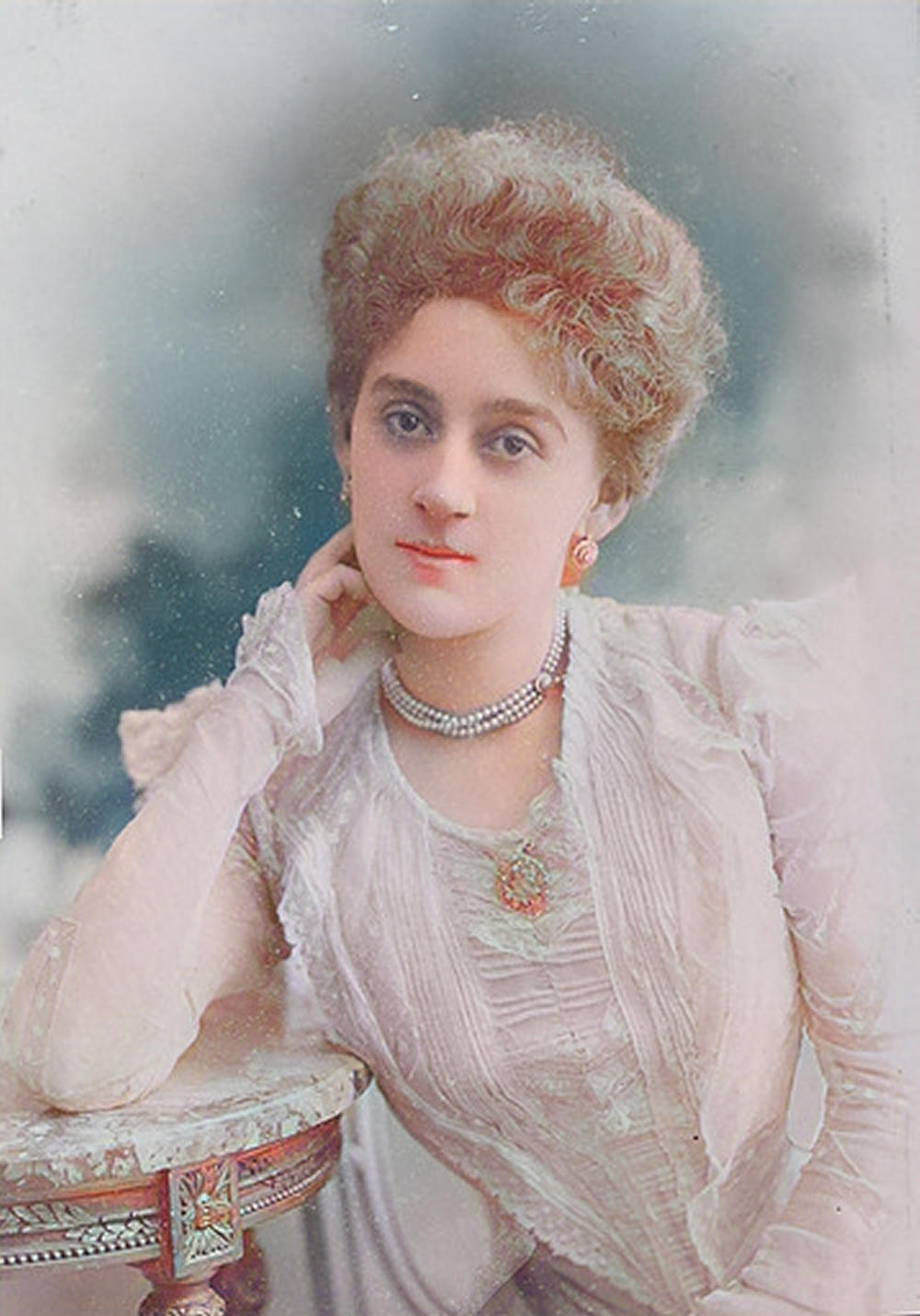
Lucy Berthet
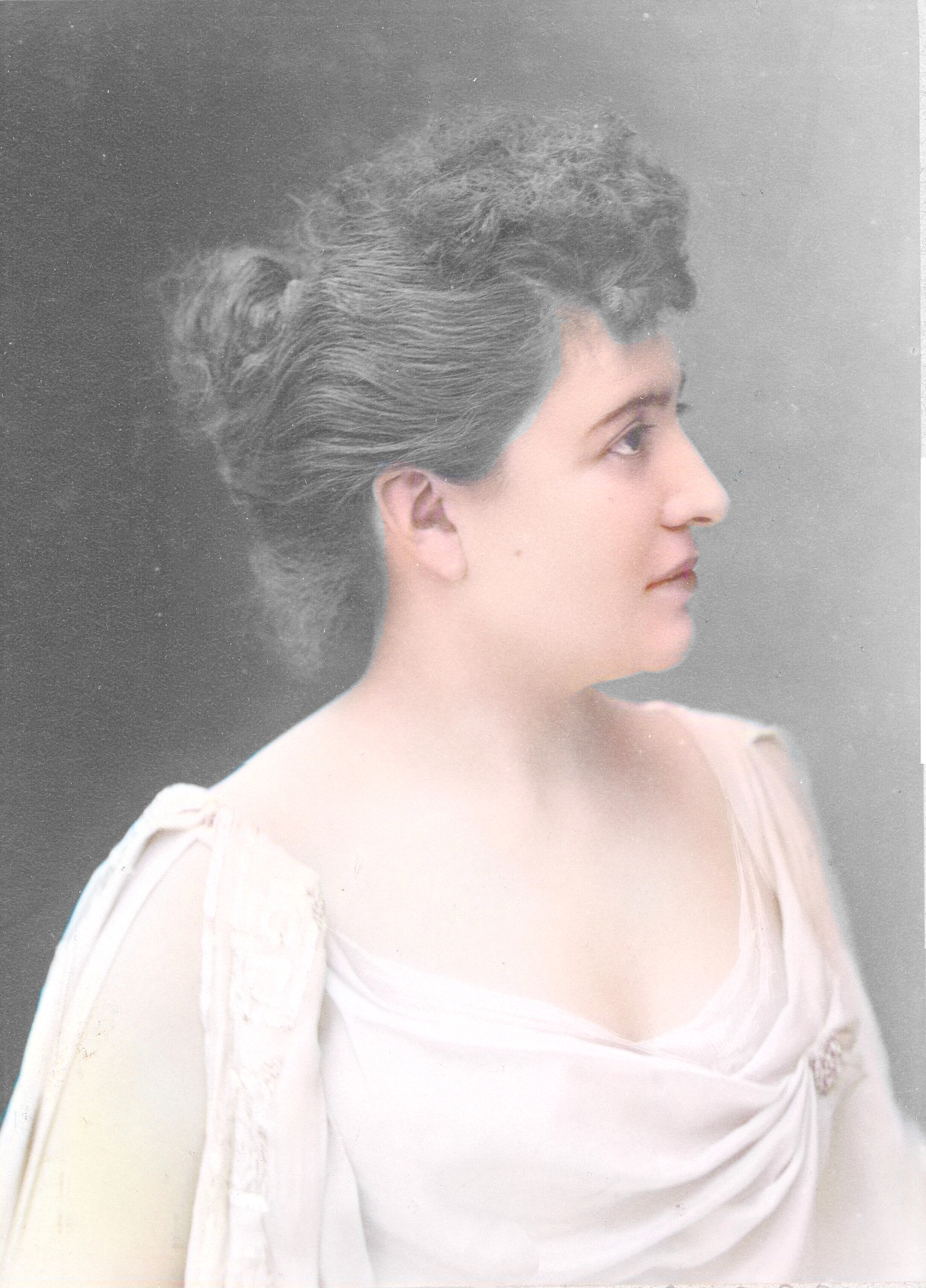
Lucy
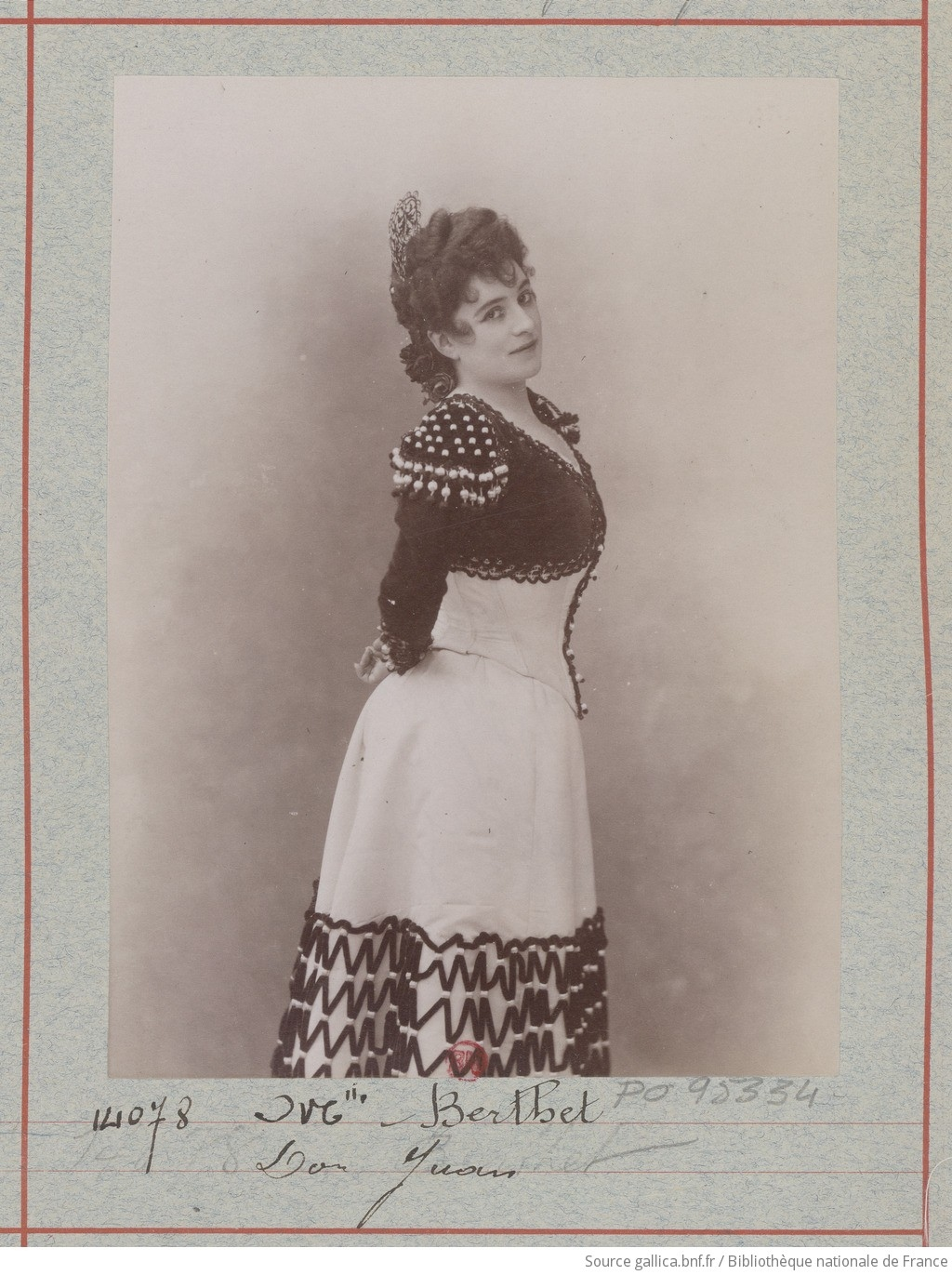
Don Giovanni, Zerline
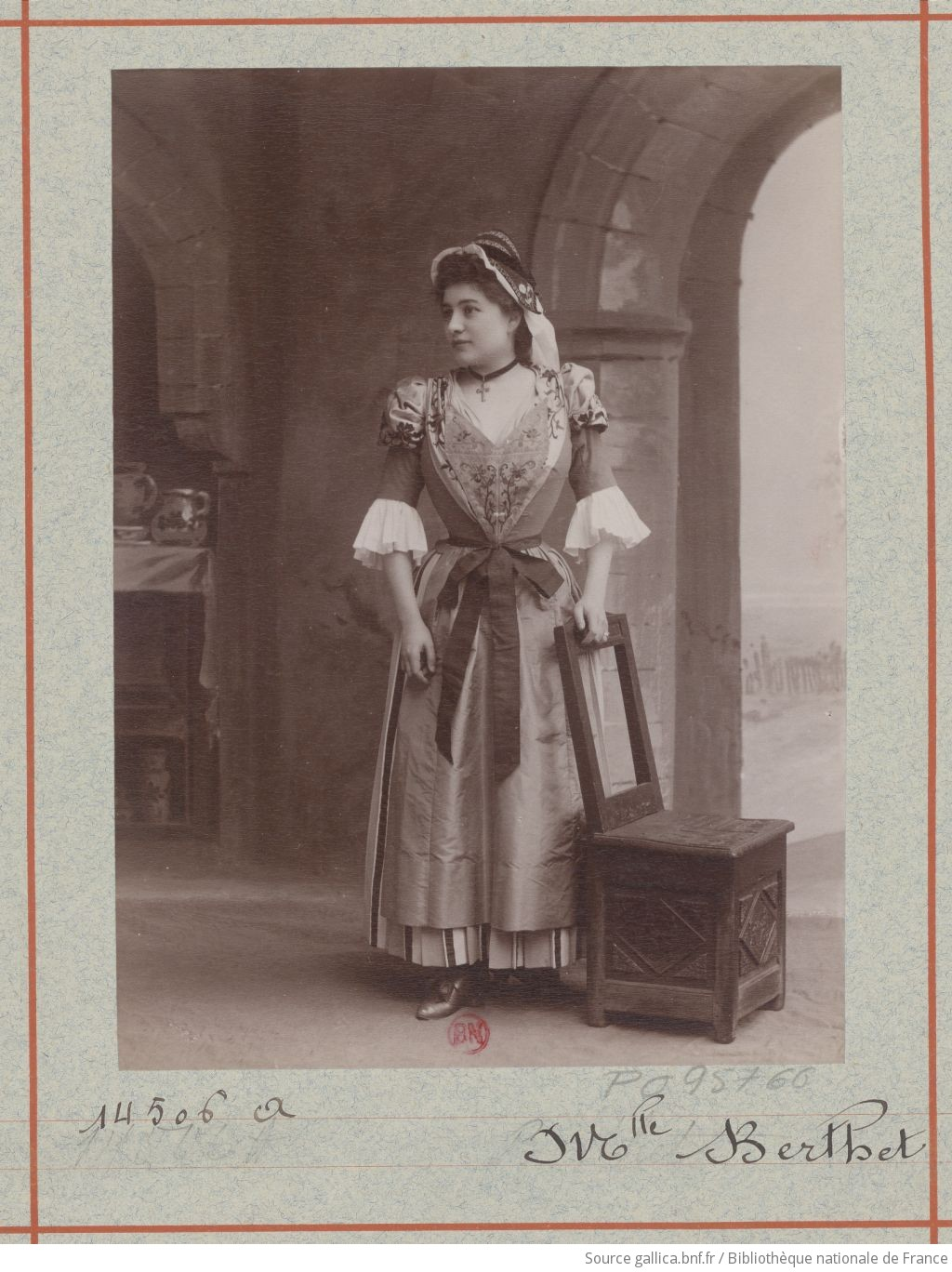
Messidor, Hélène
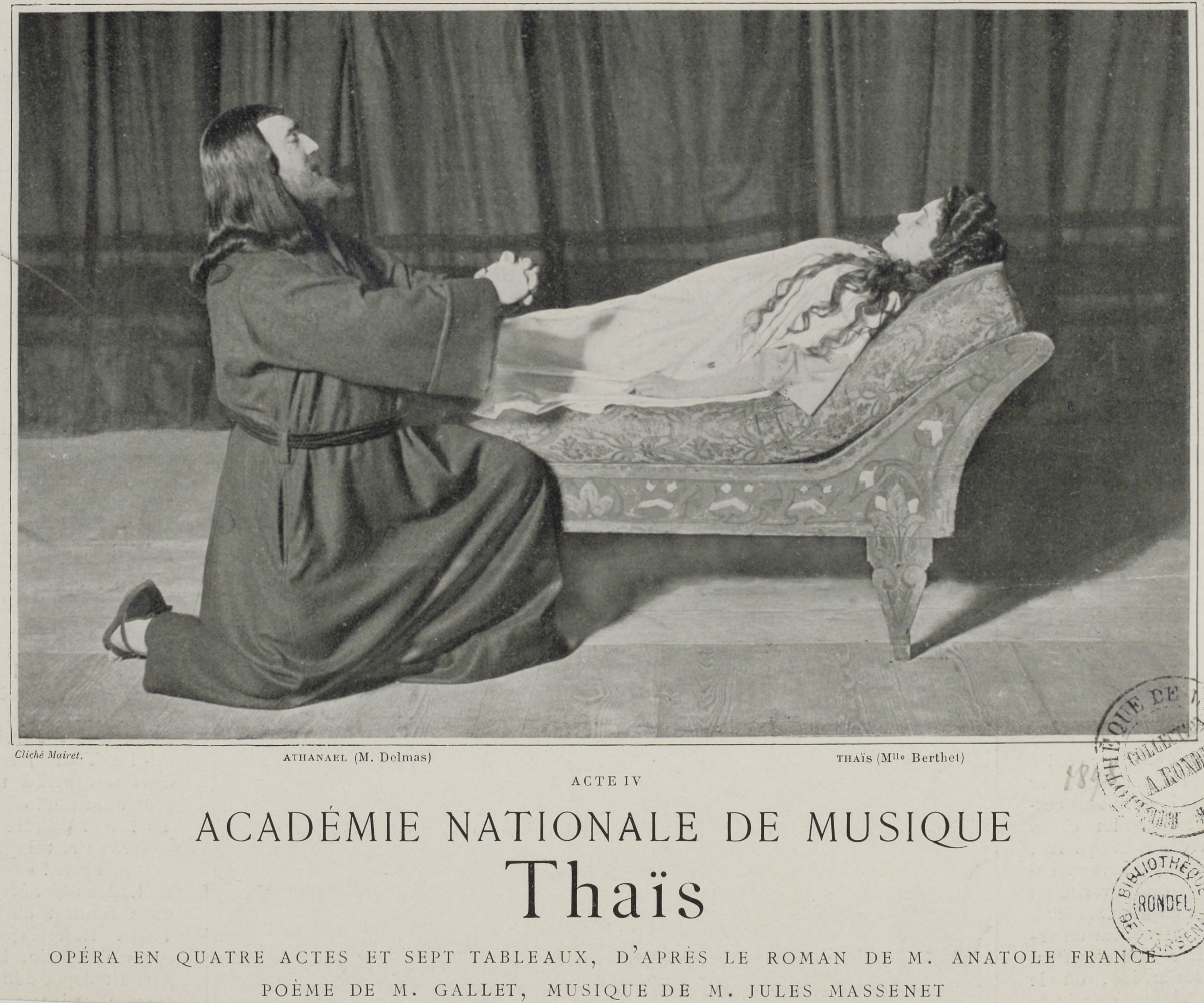
Thaïs, Thaïs
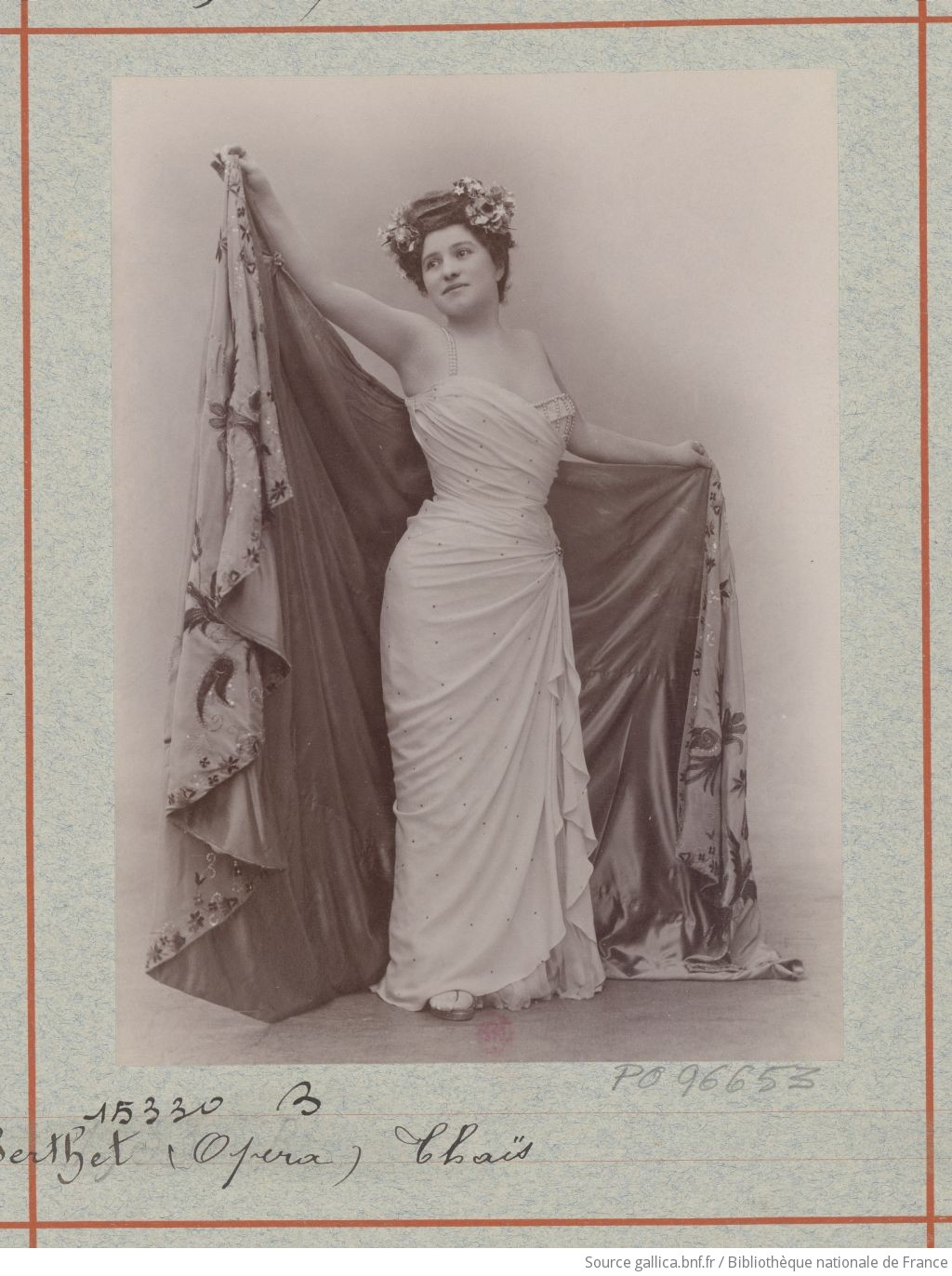
Thaïs, Thaïs